# Piruet Biellmann
Piruet Biellmann (ang. Biellmann spin) – to jeden z elementów łyżwiarskich, odmiana piruetu stanego z trzymaniem nogi (ang. catch foot spiral), w którym łyżwiarz w pozycji stojącej sięga rękoma do tyłu przez ramiona i chwyta płozę łyżwy nogi wolnej, unosząc w ten sposób nogę wolną ponad głowę. Nazwa piruetu w regulaminach Międzynarodowej Unii Łyżwiarskiej (ISU) pochodzi od nazwiska szwajcarskiej łyżwiarki Denise Biellmann, która nie była pierwszą zawodniczką która go wykonała, ale bardzo go udoskonaliła Jako jedną z pierwszych łyżwiarek wykonujących ten piruet uważa się Tamarę Moskwiną, która wykonała go na mistrzostwach Europy 1965.
Piruet Biellmann jest najczęściej wykonywany przez solistki, zaś rzadziej przez solistów, najbardziej znanymi wyjątkami byli m.in. Jewgienij Pluszczenko, Dienis Tien, Yuzuru Hanyū. Pary sportowe i taneczne w piruetach wykonywanych w parze często wykorzystują pozycję piruetu Biellmann, którą przyjmuje partnerka.
Istnieje kilka rodzajów piruetu, które wywodzą się od klasycznego piruetu Biellman:
- Cross-grab Biellmann – piruet Biellman w którym łyżwiarz trzyma nad głową płozę łyżwy przeciwległą ręką. Druga ręka może brać udział w pozycji, ale nie musi.
- Half-Biellmann – znany także jako piruet waga z trzymaniem nogi (ang. catch-foot camel spin), to piruet waga w którym łyżwiarz trzyma płozę łyżwy dowolną ręką i unosi nogę do góry (pozycja jaskółki) trzymając ją drugą ręką w okolicach kolana.

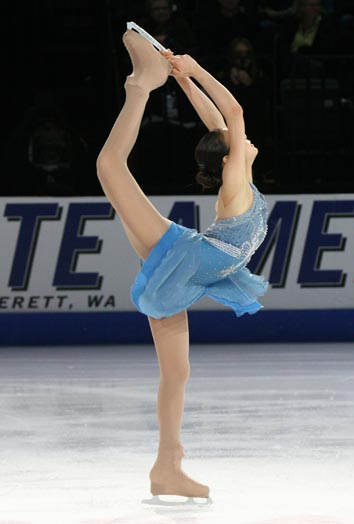
Solistki – klasyczny piruet Biellmann (Kim Yu-na)
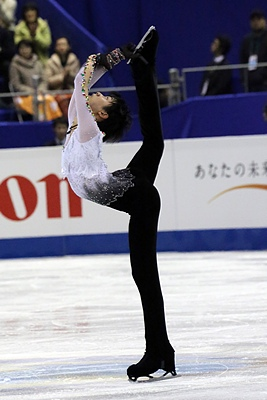
Soliści – klasyczny piruet Biellmann (Yuzuru Hanyū)
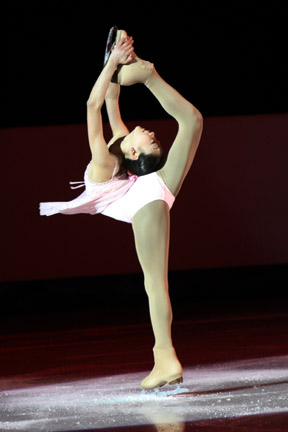
Solistki – ekstremalny piruet Biellmann z trzymaniem buta (Mirai Nagasu)
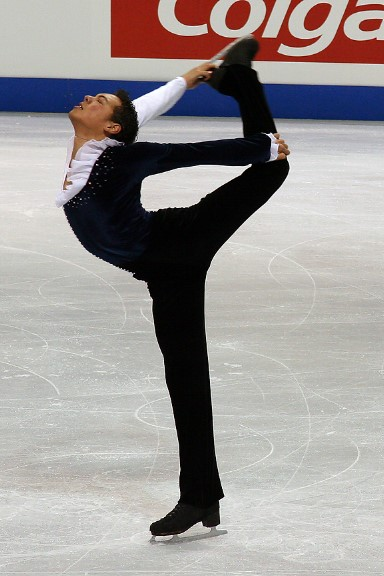
Soliści – half-Biellamann (Jamal Othman)
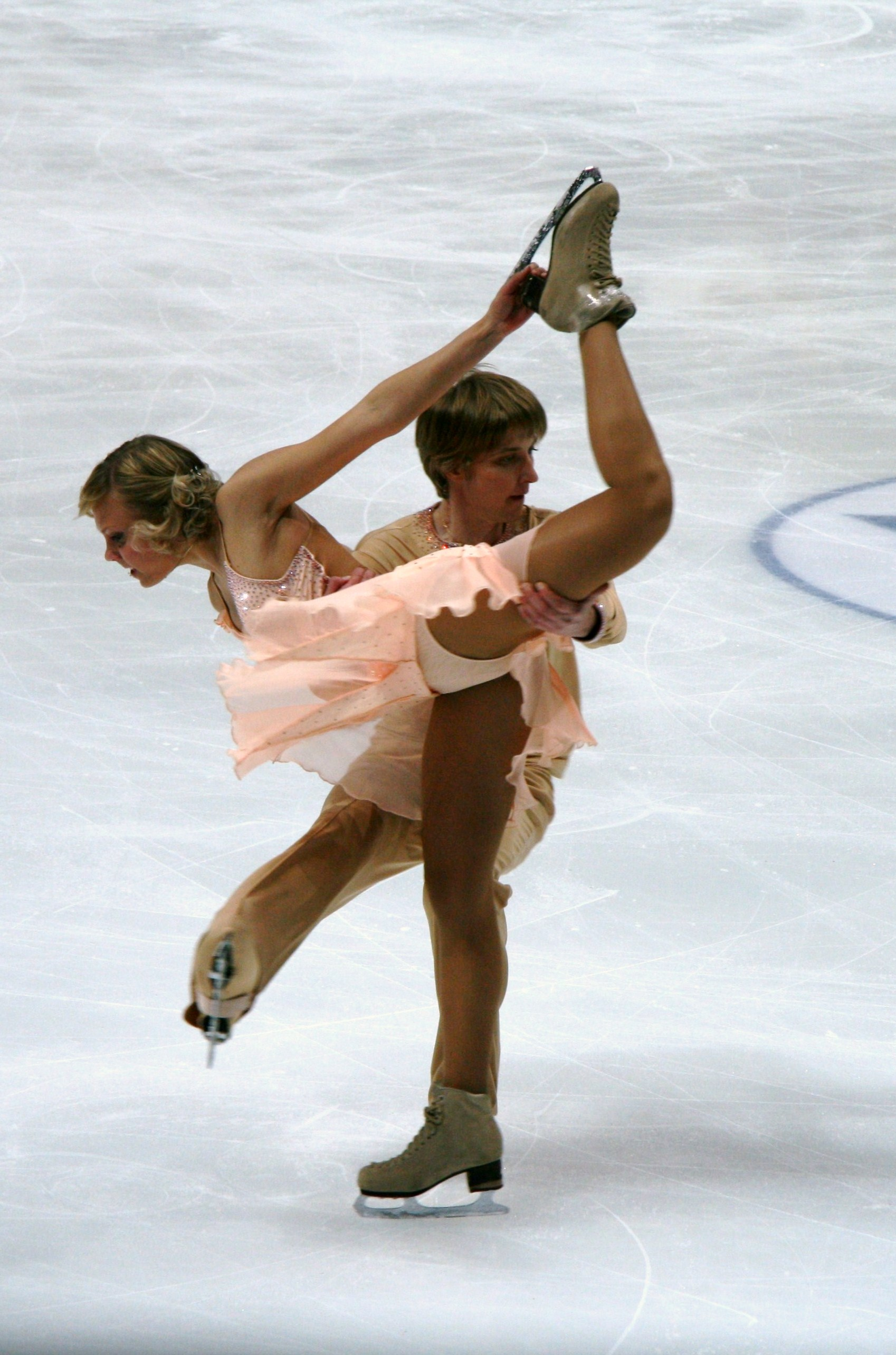
Pary taneczne – pozycja piruetu Biellmann z trzymaniem jedną ręką w piruecie w parze (Lesia Valadzenkava / Vitali Vakunov)